# Orden Rafael Álvarez Ovalle
La Orden Rafael Álvarez Ovalle es una distinción honorífica otorgada por el presidente de la República de Guatemala, a personas individuales o jurídicas, e instituciones que se hayan distinguido en el campo de la música nacional o extranjera.

## Portadores de la insignia
| Año  | Otorgado a                              | Nacionalidad |
| ---- | --------------------------------------- | ------------ |
| 1993 | Ricardo Arjona                          | Guatemala    |
| 2009 | Orquesta Juvenil Municipal de Guatemala | Guatemala    |
| 2010 | Eduardo Ortiz Lara                      | Guatemala    |